# Bieszczady
Bieszczady este o arie protejată (sit de importanță comunitară — SCI, arie de protecție specială avifaunistică — SPA) din Polonia întinsă pe o suprafață de 111.519,46 ha, integral pe uscat.

## Localizare
Centrul sitului Bieszczady este situat la coordonatele 49°11′18″N 22°25′33″E / 49.1883°N 22.4258°E.

## Înființare
Situl Bieszczady a fost declarat arie de protecție specială avifaunistică în noiembrie 2004 pentru a proteja 7 specii de plante și 47 de specii de animale. Situl a fost protejat și ca sit de importanță comunitară în aprilie 2004.

## Biodiversitate
Situată în ecoregiunea alpină, aria protejată conține 28 de habitate naturale: Lacuri eutrofice naturale cu vegetație de tip Magnopotamion sau Hydrocharition, Râuri de munte și vegetația erbacee de pe malurile acestora, Pajiști alpine și boreale, Tufărișuri subarctice cu Salix spp., Pajiști boreale și alpine pe substrat silicios, Formațiuni ierboase bogate în specii de Nardus, dezvoltate pe substraturi silicioase în zone montane (și în zone submontane, în Europa continentală), Ape stătătoare oligotrofe până la mezotrofe, cu vegetație de Littorelletea uniflorae și/sau de Isoëto-Nanojuncetea, Pajiști cu Molinia pe soluri calcaroase, turboase sau argilos-nămoloase (Molinion caeruleae), Liziere de ierburi înalte hidrofile de câmpie și de nivel montan până la alpin, Fânețe de joasă altitudine (Alopecurus pratensis, Sanguisorba officinalis), Fânețe montane, Turbării active, Mlaștini oligotrofe degradate, capabile încă de regenerare naturală, Mlaștini turboase de tranziție și turbării mișcătoare, Izvoare petrifiante cu formare de travertin (Cratoneurion), Mlaștini alcaline, Grohotișuri silicioase de la nivelul montan până la nivelul zăpezii (Androsacetalia alpinae și Galeopsietalia ladani), Grohotișuri silicioase medio-europene, la altitudine înaltă, Pante stâncoase silicioase cu vegetație casmofită, Peșteri inaccesibile publicului, Păduri de fag Luzulo-Fagetum, Păduri de fag Asperulo-Fagetum, Păduri de fag subalpine medio-europene cu Acer și Rumex arifolius, Păduri de stejar și carpen Galio-Carpinetum, Păduri pe pante, grohotișuri și ravene de Tilio-Acerion, Mlaștini împădurite, Păduri aluvionare cu Alnus glutinosa și Fraxinus excelsior (Alno-Padion, Alnion incanae, Salicion albae), Păduri acidofile de Picea de la nivel montan la nivel alpin (Vaccinio-Piceetea).
La baza desemnării sitului se află mai multe specii protejate:
- plante (7): turiță (Agrimonia pilosa), Buxbaumia viridis, Campanula serrata, mușchi (Dicranum viride), Eleocharis carniolica, Hamatocaulis vernicosus, Tozzia carpathica
- păsări (23): minunița (Aegolius funereus), pescăruș albastru (Alcedo atthis), cocoșul de mesteacăn (Bonasa bonasia), buha (Bubo bubo), Charadrius morinellus, barză albă (Ciconia ciconia), barză neagră (Ciconia nigra), cristeiul de câmp (Crex crex), ciocănitoare cu spate alb (Dendrocopos leucotos), ciocănitoarea de stejar (Dendrocopos medius), ciocănitoare neagră (Dryocopus martius), muscar-gulerat (Ficedula albicollis), muscar (Ficedula parva), ciuvică (Glaucidium passerinum), sfrâncioc roșiatic (Lanius collurio), sfrânciocul cu frunte neagră (Lanius minor), gușă albastră (Luscinia svecica), viespar (Pernis apivorus), ciocănitoare de munte (Picoides tridactylus), ciocănitoare verzuie (Picus canus), Prunella collaris, huhurezul mic (Strix uralensis), silvie porumbacă (Sylvia nisoria)
- amfibieni (3): izvoraș-cu-burta-galbenă (Bombina variegata), triton cu creastă (Triturus cristatus), Triturus montandoni
- mamifere (11): liliac cârn (Barbastella barbastellus), zimbru (Bison bonasus), lupul (Canis lupus), castor (Castor fiber), vidră de râu (Lutra lutra), râs eurasiatic (Lynx lynx), liliac cu urechi mari (Myotis bechsteinii), liliac cărămiziu (Myotis emarginatus), liliac comun (Myotis myotis), liliacul mic cu potcoavă (Rhinolophus hipposideros), urs brun (Ursus arctos)
- nevertebrate (8): Boros schneideri, Carabus variolosus, Carabus zawadzkii, Cucujus cinnaberinus, Euplagia quadripunctaria, fluturele purpuriu (Lycaena dispar), gândacul de apă (Rhysodes sulcatus), Unio crassus
- pești (2): Barbus carpathicus, zglăvoacă (Cottus gobio)